# Гиростемоновые
Гиростемоновые (лат. Gyrostemonaceae) — семейство цветковых растений порядка Капустоцветные (лат. Brassicales), Содержит 3 (по другим источникам, 5-6) родов и около 18 видов.

## Ареал
Все роды являются эндемиками умеренных районов Австралии.

## Ботаническое описание

### Вегетативные органы
Ксерофитные кустарники, небольшие деревья, иногда полукустарники. Вторичное утолщение осуществляется за счёт камбия. Стебли и листья на ощупь кажутся резиновыми.
Листья очерёдные, спирально расположенные, сидячие, небольшого или среднего размера. Простые, всегда сочные, мягкие или кожистые листовые пластинки линейные, ланцетные или овально-ланцетовидные, только с одной жилкой. Могут присутствовать маленькие прилистники.

### Генеративные органы
Цветки незаметные, более или менее радиальносимметричные, однополые или двуполые. В первом случае растения, как правило, двудомные, но иногда бывают и однодомными. Цветки появляются одиночно или в кистевидных соцветиях, боковых или верхушечных. Имеются маленькие прицветники. Околоцветник состоит из круга, на котором расположены 4 или 5 сросшихся чашелистикоподобных лепестков, сидящих на широком, сочном, выпуклом или плоском цветоложе. Чашечка чашевидная, цельная или разделённая на чашелистики. В цветке имеются 6-100 тычинок и/или одна завязь. Тычинки свободные, не срасатются с лепестками. У растений этого семейства встречаются самые короткие тычинки. Пыльники вскрываются продольной щелью. Пыльцевые зёрна имеют 3 отверстия. 5-25 плодолистиков частично или полностью срастаются с образованием одной общей завязи. Опыление ветром (анемофилия).
Плод может представлять собой сборный плод и распадаться на 2-25 отдельных плодов, или же с самого начала быть синкарпным (при синкарпном гинецее). Семена богаты жирами. Зародыш хорошо развит, в семени находится в изогнутом состоянии, имеется 2 плоские семядоли. Также хорошо развит эндосперм. 

### Генетика
Число хромосом n = 14 или 15.

## Таксономия
Данные о родах, входящих в семейство Гиростемоновые, различны в разных источниках. Согласно одним, в него входят лишь три рода:
- Codonocarpus
- Cypselocarpus
- Gyrostemon

Другие добавляют к ним ещё 2 рода:
- Tersonia
- Walteranthus

Наконец, иногда в него включают 6 родов, кроме вышеперечисленных относя к гиростемоновым ещё и род Didymotheca.
Гиростемоновые являются близкими родственниками семейства Резедовые (лат. Resedaceae).